# Великий экстаз резчика по дереву Штайнера
«Великий экстаз резчика по дереву Штайнера» (нем. Die Große Ekstase des Bildschnitzers Steiner) — документальный фильм режиссёра Вернера Херцога, снятый в 1974 году.

## Сюжет
Плотник по профессии Вальтер Штайнер — выдающийся прыгун на лыжах с трамплина. Его полёты столь далеки, что начинают представлять для него опасность. Штайнер рассуждает о том, что подошёл к пределу человеческих возможностей и что перед каждым прыжком должен бороться со страхом. Съёмочная группа Вернера Херцога следует за спортсменом на соревнования в югославской Планице на трамплине «Летальница», чтобы проследить за его выступлением и за тем, как он преодолевает психологические трудности.